# Fredric Horn af Åminne
Fredric Horn af Åminne, född 29 mars 1725, död 1 januari 1796, var en svensk greve och general.

## Biografi
Fredric Horn var son till överste friherre Christer Horn och Anna Regina Siöblad. Horn af Åminne var militär i fransk tjänst 1743–1760, general 1778. Han var chef för Östgöta kavalleriregemente 1763–1774, Smålands kavalleriregemente 1774 och Livregementet till häst 1774–1780. Han utmärkte sig för tapperhet under sin tid i Frankrike och under Gustav III:s statskupp förde han näst efter kungen det högsta befälet över trupperna. Han hade då en närmast svärmisk hängivenhet för kungen, och då han för sina insatser under statskuppen upphöjdes till greve erhöll han om tillstånd att kalla sig Gustafsvän, vilket dock kungen avslog. Han fick dock tillstånd at använda kungens namnchiffer och en vasakärve i sitt vapen.
Han deltog i riksdagarna 1751–1789. Horn af Åminne var amatörviolinist och medlem av Utile Dulci och ledamot av Kungliga Vitterhets- och Vetenskapssamhället i Göteborg 1776. Han invaldes som ledamot nr 38 av Kungliga Musikaliska Akademien den 16 juni 1772. Fredric Horn av Åminne är bror till Gustaf Adolph Horn af Åminne och far till Claes Fredrik Horn af Åminne.
Horn deltog även vid Riksdagen 1789 och tillhörde de adelsmän ur oppositionen som arresterades på order av kung Gustav III den 20 februari 1789, inför kungens plan på att genomdriva Förenings- och säkerhetsakten. Horn sattes i förvar på Fredrikshovs slott och han släpptes först den 29 april samma år.

## Utmärkelser[5]
- Riddare av Svärdsorden - 17 april 1750
- Riddare av franskan Militärförtjänstorden - 1760
- Kommendör med stora korset av Svärdsorden - 11 december 1772
- Riddare och Kommendör av Kungl. Maj:ts Orden (Serafimerorden) - 1778

## Bilder

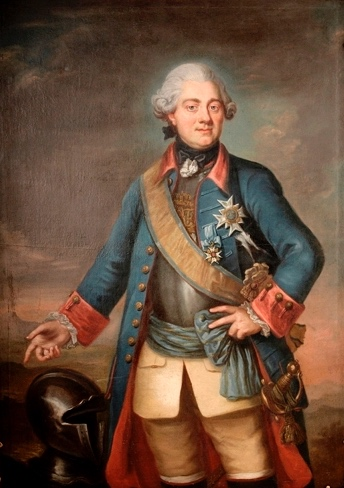
Fredric Horn I uniform m/1765 för Östgöta kavalleriregemente. Målning från ca 1770.